# Alva Myrdalová
Alva Myrdalová rozená Reimerová (nepřechýleně Alva Myrdal; 31. ledna 1902 Uppsala – 1. února 1986 Danderyd) byla švédská socioložka a politička, která v roce 1982 získala Nobelovu cena za mír. V roce 1924 si vzala Gunnara Myrdala. V roce 1962 byla zvolena do švédského parlamentu.